# Дулибы (Волынская область)
Дулибы (укр. Дуліби) — село в Турийской поселковой общине Ковельского района Волынской области Украины.
До 2020 года входило в Турийский район.
Код КОАТУУ — 0725581001. Население по переписи 2001 года составляет 505 человек. Почтовый индекс — 44832. Телефонный код — 3363. Занимает площадь 0,959 км².